# Thomas Barkell
Thomas Henry Barkell, nascido no ano de 1892 em Randwick, Sydney, Austrália, foi um às da aviação australiano durante a Primeira Guerra Mundial. Durante a sua prestação de serviço, abateu sete aviões inimigos. Foi condecorado com a Cruz de Voo Distinto.